# Trifolium salmoneum
Trifolium salmoneum är en ärtväxtart som beskrevs av Paul Mouterde. Trifolium salmoneum ingår i släktet klövrar, och familjen ärtväxter. Inga underarter finns listade i Catalogue of Life.